# Vrbnica (gmina Aleksandrovac)
Vrbnica (cyr. Врбница) – wieś w Serbii, w okręgu rasińskim, w gminie Aleksandrovac. W 2011 roku liczyła 429 mieszkańców.